# Fuente Obejuna
Fuente Obejuna is een gemeente in de Spaanse provincie Córdoba in de regio Andalusië met een oppervlakte van 591 km². Fuente Obejuna telt 4.796 inwoners (1 januari 2016).

## Demografische ontwikkeling
Bron: INE, 1857-2011: volkstellingen